# Robert Nagle
Robert Nagle (Freeland (Pennsylvania), 29 september 1924- 5 juni 2016) was een Amerikaans componist, muziekpedagoog en trompettist. 

## Levensloop
Nagle studeerde muziektheorie, compositie en trompet aan de Juilliard School of Music in New York. Van 1947 tot 1960 was hij trompettist in het orkest van de Little Orchestra Society en verder sinds 1954 1e trompettist in het bekend New York Brass Quintett. 
Als docent was hij verbonden aan de Yale School of Music in New Haven, aan de Rutgers, Staatsuniversiteit van New Jersey in Camden, aan het Hartt College of Music van de Universiteit van Hartford in Hartford alsook aan het New England Conservatory in Boston. Tot zijn leerlingen behoorden onder anderen Robert Erickson,  Joseph (Joey) Wisgirda en Joseph Paul Grasso jr..
Als componist zijn vooral zijn werken voor trompet(ten) en harmonieorkest en zijn kamermuziek bekend.

## Composities

### Werken voor harmonieorkest
- The Sound of Trumpets, voor trompetten en harmonieorkest
- Trumpet Processional, voor trompetten en harmonieorkest
- Trumpets of Spain, voor drie trompetten en harmonieorkest
- Trumpets on Parade, voor trompetten en harmonieorkest

### Kamermuziek
- Jive for Five, voor saxofoonkwartet en contrabas